# Artur Portela Filho
Artur Portela Filho (* 30. September 1937 in Lissabon, Portugal; † 10. November 2020 in Abrantes, Portugal) war ein portugiesischer Journalist, Schriftsteller und Publizist.

## Leben und Wirken
Arthur Portela Filho war der Sohn des gleichnamigen Artur Portela, der ebenfalls ein bekannter Journalist und Autor war. Sein Namenszusatz Filho bedeutet übersetzt Sohn. Portela Filho studierte in Lissabon Geschichtswissenschaften und begann seine Karriere als Journalist in den 1950er und 1960er Jahren bei Diario de Lisboa. Sein erstes Buch Feira das vaidades, ein Buch mit Kritiken, wurde von der Geheimpolizei PIDE beschlagnahmt. In den 1970er Jahren gründete er die Zeitschriften "Jornal Novo" und "Opção", deren Chefredakteur er von 1975 bis 1977 war. Auch für andere Medien war er als Journalist tätig, so für A Capital, TSF, Jornal da Fundao, das Magazin Republica und den Sender RTP. 
In der Literatur war er vor allem als fiktionaler Autor von Erzählungen, Romanen und Theaterstücken tätig und auch als Übersetzer wirkend. Er galt als ausgewiesener Experte für den Schriftsteller Eça de Queiroz, publizierte ein Interviewbuch über José Cardoso Pires und in den 1960er Jahren eines über den Musiker Thelonious Monk. 
Am 10. November 2020 starb er während der COVID-19-Pandemie in Portugal in Abrantes im Alter von 83 Jahren an den Folgen einer SARS-CoV-2-Infektion. Portugals Staatspräsident Marcelo Rebelo de Sousa und der Präsident des nationalen Parlaments, Eduardo Ferro Rodrigues, äußerten sich zu Portela Filhos Tod.

## Werk (Auswahl)
- Feira das vaidades, 1959.
- O codigo de Hammurabi, 1962.
- A Funda, 1974.
- Marcalazar: Romance, 1977.
- Tres lagrimas paralelas, 1987.
- As noivas de São Bento, 2005.
- A guerra de meseta, 2009.